# 宝塚温泉
宝塚温泉（たからづかおんせん）は、兵庫県宝塚市（旧国摂津国）にある温泉。

## 泉質
含炭酸・含鉄・含弱放射能-ナトリウム-塩化物強塩泉 多量にガスを含み、無色透明（採水直後から白濁し、徐々に褐色に濁る）、強い塩味、清涼味、金気を有する。

## 温泉街
かつては武庫川の河畔に旅館ホテルが数多く並んでいたが、高度経済成長期以降の都市化・ベッドタウン化に伴う周辺地域の変容、日帰り旅行などレジャーの多様化、さらに景気低迷と阪神・淡路大震災が重なったため、現在は ホテル若水、ナチュールスパ宝塚、宝塚ワシントンホテルのみが営業している。宝塚歌劇団で有名な宝塚大劇場の対岸あたりが該当する。

## 歴史
- 鎌倉時代の開湯と伝えられるが、現在の温泉が発見されたのは1884年のことであり、1887年に武庫川右岸に宝塚温泉が開業する。
- 1897年に阪鶴鉄道（現在の福知山線）が開通、1910年には箕面有馬電気軌道（現在の阪急宝塚本線）が開通し、大阪方面からの訪問者が増える。
- 1911年に箕面有馬電気軌道が、乗客誘致のため武庫川左岸の宝塚駅側に「宝塚新温泉」を開業。
- 1912年に附属施設として日本最初期の室内プールである「パラダイス」が開業したが、蒸気施設の欠陥や男女共泳の禁止などで人気が出ず、時期尚早として翌年には閉鎖される[1]。
- 1914年に宝塚新温泉の閉鎖された室内プールを転用して宝塚少女歌劇団（現在の宝塚歌劇団）の公演が行われるようになった。なお、宝塚温泉側の並びにある宝塚ホテルは、開業当初こそ阪急と無関係であったが、数年後に阪急が施設を引き継いでいる（阪急の宝塚温泉への進出ならびにホテル事業への参入）。
- 1970年以降、新幹線や高速道路などの高速交通網が整備されるようになり、他の観光地や温泉との競合が激しくなって温泉街は徐々に衰退する。一方で宝塚市自体が大阪市・神戸市のベッドタウンとなって人口が急増し、廃業した旅館の跡地にはマンションなどが建設されるようになった。
- 1995年1月17日に発生した阪神・淡路大震災で一部施設に被害が出る。当時借入金の返済に苦しんでいた「宝塚グランドホテル」がこのとき大きな被害を受けたため、2003年に廃業している。
- 2002年1月、武庫川の右岸に第三セクターの温泉施設が完成。建築家・安藤忠雄が設計した建物は斬新な外観ではあったが、施設の評判は悪く大赤字となる。その後就任した市長の公約でもあったため、わずか1年あまりで一時閉館。2004年9月に民間運営による「ナチュールスパ宝塚」となって再開、さらに2006年に改装リニューアルオープンした。現在では、週末と連休を中心に、子供連れの家族、主婦、若い女性、宝塚歌劇の観客等で賑わいを見せている。

## アクセス
- 鉄道：JR宝塚線・阪急電鉄（宝塚本線・今津線）宝塚駅